# Wolodymyr Kistion

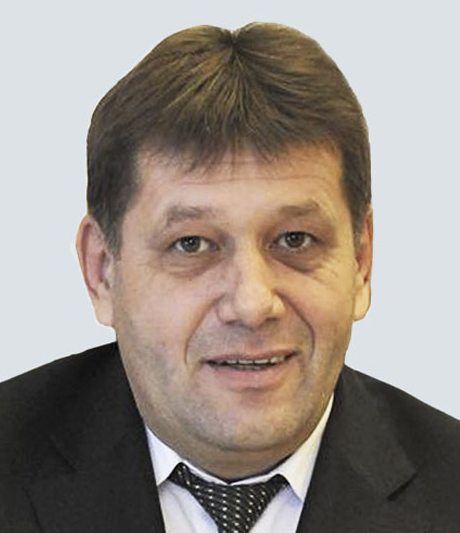
Wolodymyr Kistion

Wolodymyr Jewsewijowytsch Kistion (ukrainisch Володимир Євсевійович Кістіон; * 31. Mai 1965 in Dowschok, Ukrainische SSR) ist ein ukrainischer Politiker. Von April 2016 bis zum 29. August 2019 war er Vizeministerpräsident für Fragen der zeitweilig okkupierten Territorien und Binnenflüchtlinge in der Ukraine.

## Leben
Wolodymyr Kistion kam 1965 in Dowschok im Rajon Jampil im Süden der Oblast Winnyzja zur Welt. Er absolvierte ein Ingenieurstudium mit Spezialisierung auf Wasser und sanitäre Anlagen an der Staatlichen Akademie für Bauingenieurwesen und Architektur in Odessa.
Außerdem erwarb er in Odessa einen Masterabschluss für öffentliche Verwaltung am Regionalinstitut für öffentliche Verwaltung der Nationalen Akademie für öffentliche Verwaltung. Nach dem Ingenieursstudium arbeitete er in Jampil in der Privatwirtschaft, wo er bis zum Unternehmensleiter aufstieg.
Nach dem Wechsel in die Politik war er von 2008 bis 2011 stellvertretender Bürgermeister von Winnyzja und von Juli 2011 bis Oktober 2014 unter dem Bürgermeister Wolodymyr Hrojsman erster stellvertretender Bürgermeister der Stadt.
Nach dem Euromaidan war er zwischen Oktober 2014 und Juni 2015, nun unter dem zum Minister aufgestiegenen Wolodymyr Hrojsman, 1. Stellvertretender Minister für regionale Entwicklung, Bau und Wohnungswesen und Kommunalwirtschaft der Ukraine im ersten Kabinett Jazenjuk.
Nachdem Wolodymyr Kistion Parlamentspräsident wurde, war Kistion im Juni und Juli 2015 dessen offizieller Berater und daraufhin bis April 2016 der erste stellvertretende Geschäftsführer für Rechtsangelegenheiten der Werchowna Rada.
Nach einer Kabinettsumbildung am 14. April 2016, bei der Wolodymyr Hrojsman zum Ministerpräsidenten der Ukraine aufstieg, war Kistion Vizeministerpräsident für Fragen der zeitweilig okkupierten Territorien und Binnenflüchtlinge im Kabinett Hrojsman. 
Kistion ist verheiratet und hat einen Sohn.

## Kritik
Einige Medien nennen Kistion „королем тітушок“ (Korolem Tituschok; zu deutsch in etwa „Verbrecherkönig“), da sie ihn unter anderem der Nähe zur organisierten Kriminalität verdächtigten. Seine erfolgreiche Karriere würde er lediglich dem Tandem, dass er mit Wolodymyr Hrojsman bildet, verdanken.